# Алар-Декюжи, Жюли
Жюли́ Ала́р-Декюжи́ (фр. Julie Halard-Decugis; р. 10 сентября 1970, Версаль) — французская профессиональная теннисистка. Бывшая первая ракетка мира в парном разряде (2000), победительница Открытого чемпионата США 2000 года в женском парном разряде.

## Личная жизнь
В 1995 году Жюли Алар вышла замуж за своего тренера Арно Декюжи, дальнего родственника олимпийского чемпиона 1920 года, восьмикратного чемпиона Франции Макса Декюжи. У Арно и Жюли двое детей, родившихся в 2002 и 2003 годах.

## Спортивная карьера

### 1986—1990
Жюли Алар начала играть в теннис с семи лет. Она провела свои первые матчи в профессиональном турнире в ноябре 1986 года, когда приняла участие в турнире ITF в Мацуяме (Япония). В июне следующего года она дошла до финала Уимблдонского турнира среди девушек; в июле выиграла в Германии свои первые турниры ITF (как в одиночном, так и в парном разряде); в августе, пробившись через квалификационное сито, дошла до третьего круга на Открытого чемпионата США; а в октябре в Афинах в 17 лет сыграла в первом в карьере финале турнира Virginia Slims. И в Нью-Йорке, и в Афинах она обыграла по две соперницы из первой сотни рейтинга, после чего и сама вошла в сотню сильнейших. В 1988 году Жюли стала победительницей Открытого чемпионата Франции среди девушек. Среди взрослых она вошла в число 50 сильнейших в августе, перед Открытым чемпионатом США, но не сумела закрепиться в Top-50.
1989 год был для Алар неудачным. Она поменяла тренера, начав тренироваться у Арно Декюжи, и в конце года начала возвращаться в форму, сначала снова пробишись через отбор до второго круга Открытого чемпионата США, а потом на Открытом чемпионате Москвы победив посеянную первой Ларису Савченко, 11-ю ракетку мира. 1990 год Алар начала с того, что вышла в четвертьфинал в Сиднее, победив трёх соперниц из первой сотни и проиграв только 18-й ракетке мира Наталье Зверевой. На Открытом чемпионате Австралии она добралась до третьего круга, где её остановила посеянная шестой Мэри-Джо Фернандес. В марте Алар впервые победила соперницу из первой десятки рейтинга, обыграв в Майами четвёртую ракетку мира Зину Гаррисон,а  в июле провела первые игры за сборную Франции, выиграв две встречи и проиграв одну. В конце сезона она сначала дошла до полуфинала в представительном турнире в Париже, а затем в Гавре выиграла второй в карьере турнир ITF в парах.

### 1991—1997
В первой половине 1991 года Алар несколько раз доходила до последних этапов турниров WTA, где ей обычно преграждали путь ведущие теннисистки мира — Мартина Навратилова, Штеффи Граф, Кончита Мартинес. В мае в Берлине она победила пятую ракетку мира Дженнифер Каприати, а в августе в Альбукерке (Нью-Мексико), где она была посеяна под первым номером, добралась до финала. В сентябре она повторила этот результат в Париже в паре с Алексией Дешом, а в октябре в Пуэрто-Рико выиграла первый в карьере турнир WTA. После этой победы она вошла в число двадцати сильнейших теннисисток мира, а в конце года получила право на участие в VS Championships — итоговом турнире сезона, но там сразу проиграла первой ракетке мира Монике Селеш. В следующем сезоне она сохранила свои позиции в Top-50 после победы в Таранто (Италия) и выхода в четвёртый круг на Уимблдоне, где во втором круге она победила посеянную пятой Аранчу Санчес. Она также приняла участие в Олимпиаде в Барселоне, где была в числе посеянных, но вылетела уже во втором круге.
В 1993 году Алар ни разу не сумела дойти до финала ни в одиночном, ни в парном разряде, но пробилась в четвертьфинал Открытого чемпионата Австралии, победив двух посеянных соперниц, в том числе восьмую ракетку мира Мартинес, а в четвертьфинале проиграла Селеш, первой в мире. Помимо этого, она за сезон дважды играла в полуфиналах в одиночном разряде и трижды в парах, а в Кубке Федерации помогла сборной Франции дойти до полуфинала после побед над командами Канады, Швеции и Чехии. В полуфинале француженок остановили испанки, причём лично для Алар камнем преткновения снова, как и три года назад, стала Кончита Мартинес. Вскоре после этого Алар второй раз за сезон победила соперницу из первой десятки рейтинга, Габриэлу Сабатини, в третьем круге турнира в Торонто, но на четвертьфинальный матч с Каприати не вышла.
1994 год стал для Алар более удачным. За сезон она завоевала свой третий титул в одиночном разряде (снова в Таранто) и два первых титула в парах на турнирах II категории в Лос-Анджелесе и Токио. Она также дошла до полуфинала Открытого чемпионата Франции и Открытого чемпионата Италии и до финала в Барселоне в паре с Натали Тозья, а в одиночном разряде пробилась в четвертьфинал Открытого чемпионата Франции после побед над соперницами посеянными одиннадцатой и девятой (Линдсей Дэвенпорт и Наталья Зверева), перед тем как уступить второй ракетке турнира — Аранче Санчес. В конце сезона она приняла участие в итоговом турнире WTA, где в одиночном разряде в первом круге победила Санчес, но затем проиграла Сабатини, а в паре с Тозья выбыла из борьбе после поражения в первом матче от Мередит Макграт и Патти Фендик. В Кубке Федерации, как и год назад, она дошла со сборной до полуфинала, выиграв пять встреч подряд, но в полуфинале уступила соперницам из США и в одиночной, и в парной игре.
На следующий год Алар выиграла только один турнир в одиночном разряде, но в паре с Тозья дошла до четвертьфинала на Открытом чемпионате Франции и Открытом чемпионате США, а со сборной в третий раз подряд до полуфинала Кубка Федерации. В сентябре она вышла замуж за Арно Декюжи и в дальнейшем выступала под двойной фамилией. 1996 год она снова начала успешно: три раза ей удавалось дойти до финала турниров WTA в одиночном разряде (выиграв два из них) и три раза в парах (одна победа). И в одиночном, и в парном разряде на её счету в этом сезоне были победы над соперницами из числа сильнейших в мире. Особенно успешными были выступления в Париже ей удалось победить двух соперниц из первой десятки рейтинга (Иву Майоли и Анке Хубер) по пути к титулу, и Индиан-Уэллс, где Алар-Декюжи и Тозья победили сначала посеянных вторыми Лори Макнил и Ларису Савченко-Нейланд, а затем посеянных четвёртыми Лизу Реймонд и Ренне Стаббс, проиграв только в финале. В июле в матче Кубка Федерации с испанками Алар-Декюжи победила Аранчу Санчес, сравняв счёт в матче, но в парной игре была вынуждена отказаться от борьбы из-за разрыва связки в правой кисти. Это означало для неё фактически конец сезона — до конца года она провела ещё всего одну игру, не успев развить успех первой половины сезона. Потерянным оказался и весь следующий год — Алар-Декюжи вернулась на корт только в сентябре и за сезон провела всего один матч в одиночном разряде и восемь в парах из-за травм кисти и колена.

### 1998—2000
1998 год стал для Алар-Декюжи годом возвращения. Уже в январе с Жанеттой Гусаровой она дважды подряд выходила в финал турниров в Австралии, а в марте с Рейчел Макквиллан — в полуфинал турнира I категории в Майами. В мае она вышла в финал турнира в Страсбуре в одиночном разряде после победы над пятой ракеткой мира Амандой Кётцер. В июне в Бирмингеме в паре с Элс Калленс она завоевала первый титул WTA за два года, победив последовательно пары, посеянные под вторым, четвёртым и первым номером, а неделю спустя победила в Хертогенбосе трёх посеянных соперниц на пути к первому титулу за два года в одиночном разряде. На Уимблдонском турнире они с Калленс дошли до четвертьфинала, а завершением сезона стала двойная победа в Паттайе — и в одиночном, и в парном разряде. По итогам года Алар-Декюжи была номинирована на награду WTA в номинации «Возвращение года».
В 1999 году Алар-Декюжи продолжала развивать свой успех. Уже в начале января в Окленде она победила в одиночном разряде, в том числе обыграв соперниц, посеянных под вторым и первым номерами. В апреле и мае она дважды доходила до финала, в том числе на Открытом чемпионате Германии, где в четвертьфинале победила посеянную третьей Штеффи Граф, а в финале уступила первой ракетке мира Мартине Хингис. В июне она победила  на травяных кортах Бирмингема, а в августе дошла до финала в Лос-Анджелесе после побед над шестой ракеткой мира Мари Пьерс и второй ракеткой мира Дэвенпорт, впервые в карьере войдя сама в десятку лучших в мире и обеспечив себе право на участие в финальном турнире года. В парах её успехи были скромней, но в конце сезона она с Анке Хубер сумела пробиться в финал Кубка Кремля в Москве.
2000 год стал лучшим в карьере Алар-Декюжи. За год она выиграла два турнира в одиночном разряде, поднявшись до седьмого места в рейтинге, но главных успехов добилась в парах. В парном разряде она завоевала за сезон десять титулов с четырьмя разными партнёршами, в первую очередь с Ай Сугиямой, с которой выиграла Открытый чемпионат США и турниры I категории в Майами и Москве. Ещё на двух престижных турнирах — Уимблдоне и du Maurier Open в Монреале — Алар-Декюжи и Сугияма дошли до финала. Успешными были выступления Алар-Декюжи и в остальных двух турнирах Большого шлема: четвертьфинал в Австралии и второй за карьеру полуфинал во Франции. В итоге к сентябрю она поднялась на первую строчку в рейтинге теннисисток в парном разряде. Ей не удалось добавить к этому списку успехов медаль на Олимпиаде в Сиднее, где с ней выступала Амели Моресмо, но до четвертьфинала французская пара дошла, проиграв там будущим чемпионкам, Винус и Серене Уильямс. В одиночном разряде Алар-Декюжи выбыла из борьбы в третьем туре. В итоговом турнире года Алар-Декюжи и Сугияма, посеянные первыми, достаточно неожиданно проиграли в первом же круге Элс Калленс и Доминик Монами, а в одиночном разряде француженка также в первом круге проиграла Хингис. По окончании сезона Алар-Декюжи, всё ещё в ранге лучшей теннисистки мира в парном разряде, неожиданно объявила об уходе из тенниса.

## Участие в финалах турниров WTA за карьеру (46)
| Легенда                    |
| -------------------------- |
| Большой шлем (2)           |
| Итоговый чемпионат WTA (0) |
| I категория (5)            |
| II категория (15)          |
| III категория (9)          |
| IV категория (13)          |
| V категория (1)            |
| VS (1)                     |

### Одиночный разряд (21)

#### Победы (12)
| №   | Дата        | Турнир                                                           | Покрытие  | Соперница в финале | Счёт в финале |
| --- | ----------- | ---------------------------------------------------------------- | --------- | ------------------ | ------------- |
| 1.  | 21 окт 1991 | Сан-Хуан, Пуэрто-Рико                                            | Хард      | Аманда Кётцер      | 7–5, 7–5      |
| 2.  | 27 апр 1992 | Таранто, Италия                                                  | Грунт     | Эмануэла Зардо     | 6–0, 7–5      |
| 3.  | 25 апр 1994 | Таранто (2)                                                      | Грунт     | Ирина Спырля       | 6–2, 6–3      |
| 4.  | 8 мая 1995  | Открытый чемпионат Праги, Чехия                                  | Грунт     | Людмила Рихтерова  | 6–4, 6–4      |
| 5.  | 8 янв 1996  | Schweppes Tasmanian International, Хобарт, Австралия             | Хард      | Мана Эндо          | 6–1, 6–2      |
| 6.  | 12 фев 1996 | Open Gaz de France, Париж                                        | Ковёр (i) | Ива Майоли         | 7–5, 7–64     |
| 7.  | 15 июн 1998 | Wilkinson Championships, Хертогенбос, Нидерланды                 | Трава     | Мириам Ореманс     | 6–3, 6–4      |
| 8.  | 16 ноя 1998 | Открытый турнир в Паттайе, Таиланд                               | Хард      | Ли Фан             | 6–1, 6–2      |
| 9.  | 4 янв 1999  | ASB Classic, Окленд, Новая Зеландия                              | Хард      | Доминик Монами     | 6–4, 6–1      |
| 10. | 7 июн 1999  | DFS Classic, Бирмингем, Великобритания                           | Трава     | Натали Тозья       | 6–2, 3–6, 6–4 |
| 11. | 19 июн 2000 | Direct Line International Championships, Истборн, Великобритания | Трава     | Доминик Монами     | 7–64, 6–4     |
| 12. | 9 окт 2000  | Открытый чемпионат Японии, Токио                                 | Хард      | Эми Фрейзер        | 5–7, 7–5, 6–4 |

#### Поражения (9)
| №  | Дата        | Турнир                                | Покрытие  | Соперница в финале  | Счёт в финале |
| -- | ----------- | ------------------------------------- | --------- | ------------------- | ------------- |
| 1. | 5 окт 1987  | Athens Trophy, Греция                 | Грунт     | Катерина Малеева    | 0–6, 1–6      |
| 2. | 5 авг 1991  | Альбукерке, Нью-Мексико, США          | Хард      | Джиджи Фернандес    | 0–6, 2–6      |
| 3. | 14 фев 1994 | Open Gaz de France, Париж             | Ковёр (i) | Мартина Навратилова | 5–7, 3–6      |
| 4. | 26 фев 1996 | EA-Generali Ladies, Линц, Австрия     | Ковёр (i) | Сабина Аппельманс   | 2–6, 4–6      |
| 5. | 18 мая 1998 | Internationaux de Strasbourg, Франция | Грунт     | Ирина Спырля        | 6–75, 3–6     |
| 6. | 26 апр 1999 | Открытый чемпионат Хорватии, Бол      | Грунт     | Корина Морариу      | 2–6, 0–6      |
| 7. | 10 мая 1999 | Открытый чемпионат Германии, Берлин   | Грунт     | Мартина Хингис      | 0–6, 1–6      |
| 8. | 9 авг 1999  | Acura Classic, Лос-Анджелес, США      | Хард      | Серена Уильямс      | 1–6, 4–6      |
| 9. | 2 окт 2000  | Toyota Princess Cup, Токио, Япония    | Хард      | Серена Уильямс      | 5–7, 1–6      |

### Женский парный разряд (25)

#### Победы (15)
| №   | Дата        | Турнир                                                     | Покрытие  | Партнёр               | Соперницы в финале                   | Счёт в финале  |
| --- | ----------- | ---------------------------------------------------------- | --------- | --------------------- | ------------------------------------ | -------------- |
| 1.  | 8 авг 1994  | VS of Los Angeles, США                                     | Хард      | Натали Тозья          | Яна Новотна Лиза Реймонд             | 6–1, 0–6, 6–1  |
| 2.  | 19 сен 1994 | Nichirei International Championships, Токио, Япония        | Хард      | Аранча Санчес-Викарио | Эми Фрейзер Рика Хираки              | 6–1, 0–6, 6–1  |
| 3.  | 1 янв 1996  | Amway Classic, Окленд, Новая Зеландия                      | Хард      | Элс Калленс           | Кристина Канс Джилл Хетерингтон      | 6–0, 6–1       |
| 4.  | 8 июн 1998  | DFS Classic, Бирмингем, Великобритания                     | Трава     | Элс Калленс           | Лиза Реймонд Ренне Стаббс            | 2–6, 6–4, 6–4  |
| 5.  | 16 ноя 1998 | Открытый турнир в Паттайе, Таиланд                         | Хард      | Элс Калленс           | Александра Ольша Рика Хираки         | 3–6, 6–2, 6–2  |
| 6.  | 3 янв 2000  | Thalgo Australian Women's Hardcourts, Голд-Кост, Австралия | Хард      | Анна Курникова        | Сабина Аппельманс Рита Гранде        | 6–3, 6–0       |
| 7.  | 10 янв 2000 | Adidas International, Сидней, Австралия                    | Хард      | Ай Сугияма            | Мари Пьерс Мартина Хингис            | 6–0, 6–3       |
| 8.  | 7 фев 2000  | Open Gaz de France, Париж                                  | Ковёр (i) | Сандрин Тестю         | Эмили Луа Оса Свенссон               | 3–6, 6–3, 6–4  |
| 9.  | 20 мар 2000 | Ericsson Open, Майами, США                                 | Хард      | Ай Сугияма            | Николь Арендт Манон Боллеграф        | 4–6, 7–5, 6–4  |
| 10. | 1 мая 2000  | Открытый чемпионат Хорватии, Бол                           | Грунт     | Корина Морариу        | Тина Крижан Катарина Среботник       | 6–2, 6–2       |
| 11. | 21 авг 2000 | Pilot Pen Tennis, Нью-Хейвен, США                          | Хард      | Ай Сугияма            | Вирхиния Руано Паскуаль Паола Суарес | 6–4, 5–7, 6–2  |
| 12. | 28 авг 2000 | Открытый чемпионат США, Нью-Йорк                           | Хард      | Ай Сугияма            | Кара Блэк Елена Лиховцева            | 6–0, 1–6, 6–1  |
| 13. | 2 окт 2000  | Toyota Princess Cup, Токио                                 | Хард      | Ай Сугияма            | Нана Мияги Паола Суарес              | 6–0, 6–2       |
| 14. | 9 окт 2000  | Открытый чемпионат Японии, Токио                           | Хард      | Корина Морариу        | Тина Крижан Катарина Среботник       | 6–1, 6–2       |
| 15. | 23 окт 2000 | Кубок Кремля, Москва, Россия                               | Ковёр (i) | Ай Сугияма            | Анна Курникова Мартина Хингис        | 4–6, 6–4, 7–65 |

#### Поражения (10)
| №   | Дата        | Турнир                                         | Покрытие  | Партнёр          | Соперницы в финале                            | Счёт в финале |
| --- | ----------- | ---------------------------------------------- | --------- | ---------------- | --------------------------------------------- | ------------- |
| 1.  | 16 сен 1991 | Париж, Франция                                 | Грунт     | Алексия Дешом    | Радка Зрубакова Петра Лангрова                | 4–6, 4–6      |
| 2.  | 18 апр 1994 | Барселона, Испания                             | Грунт     | Натали Тозья     | Лариса Савченко-Нейланд Аранча Санчес-Викарио | 2–6, 4–6      |
| 3.  | 12 фев 1996 | Open Gaz de France, Париж                      | Ковёр (i) | Натали Тозья     | Кристи Богерт Яна Новотна                     | 4–6, 3–6      |
| 4.  | 4 мар 1996  | State Farm Evert Cup, Индиан-Уэллс, США        | Хард      | Натали Тозья     | Чанда Рубин Бренда Шульц-Маккарти             | 1–6, 4–6      |
| 5.  | 15 сен 1997 | Toyota Princess Cup, Токио, Япония             | Хард      | Чанда Рубин      | Моника Селеш Ай Сугияма                       | 1–6, 0–6      |
| 6.  | 5 янв 1998  | ASB Classic, Окленд, Новая Зеландия            | Хард      | Жанетта Гусарова | Нана Мияги Тамарин Танасугарн                 | 6–71, 4–6     |
| 7.  | 12 янв 1998 | ANZ Tasmanian International, Хобарт, Австралия | Хард      | Жанетта Гусарова | Вирхиния Руано Паскуаль Паола Суарес          | 6–76, 3–6     |
| 8.  | 18 окт 1999 | Кубок Кремля, Москва, Россия                   | Ковёр (i) | Анке Хубер       | Лиза Реймонд Ренне Стаббс                     | 0–6, 1–6      |
| 9.  | 26 июн 2000 | Уимблдонский турнир, Лондон                    | Трава     | Ай Сугияма       | Винус Уильямс Серена Уильямс                  | 3–6, 2–6      |
| 10. | 14 авг 2000 | Du Maurier Open, Монреаль, Канада              | Хард      | Ай Сугияма       | Натали Тозья Мартина Хингис                   | 3–6, 6–3, 4–6 |

## Статистика участия в центральных турнирах в женском парном разряде
| Турнир                                 | 1988 | 1989 | 1990 | 1991 | 1992 | 1993 | 1994 | 1995 | 1996 | 1997 | 1998 | 1999 | 2000 | Итого  | В / П за карьеру |
| -------------------------------------- | ---- | ---- | ---- | ---- | ---- | ---- | ---- | ---- | ---- | ---- | ---- | ---- | ---- | ------ | ---------------- |
| Открытый чемпионат Австралии           | 1К   | 2К   | 2К   | НУ   | 1К   | 1К   | 1К   | 2К   | 3К   | НУ   | НУ   | 3К   | 1/4  | 0 / 10 | 10–10            |
| Открытый чемпионат Франции             | 1К   | 2К   | 1К   | 3К   | 2К   | 1К   | 1/2  | 1/4  | 3К   | НУ   | 2К   | 1К   | 1/2  | 0 / 12 | 18–12            |
| Уимблдонский турнир                    | НУ   | НУ   | НУ   | 1К   | 1К   | 2К   | 3К   | 3К   | НУ   | НУ   | 1/4  | 2К   | Ф    | 0 / 8  | 14–8             |
| Открытый чемпионат США                 | НУ   | НУ   | НУ   | 1К   | 1К   | 1К   | 1К   | 1/4  | НУ   | НУ   | 3К   | 3К   | П    | 1 / 8  | 13–7             |
| VS Championships / Chase Championships | НУ   | НУ   | НУ   | НУ   | НУ   | НУ   | 1К   | НУ   | НУ   | НУ   | НУ   | НУ   | 1К   | 0 / 2  | 0–2              |
| Олимпийские игры                       | НУ   | -    | -    | -    | НУ   | -    | -    | -    | НУ   | -    | -    | -    | 1/4  | 0 / 1  | 1–1              |